# Blokery receptora aldosteronowego

Blokery receptora aldosteronowego, antagonisty aldosteronu, antagonisty receptora aldosteronowego – grupa diuretyków działających przez blokowanie receptora dla aldosteronu. Leki te zmniejszają niekorzystne efekty wywierane przez aldosteron: wzmożoną retencję sodu i wody, utratę potasu i magnezu z moczem, pobudzanie włóknienia mięśnia sercowego.
Należą do nich:
- spironolakton
- eplerenon
- kanrenon
- finerenon.

Pierwsze dwa stosowane są w lecznictwie.